# Musashi no Ken
Musashi no Ken (六三四の剣) est un shōnen manga de Motoka Murakami, prépublié dans le magazine Weekly Shōnen Sunday entre avril 1981 et octobre 1985 et publié par l'éditeur Shōgakukan en vingt-quatre volumes reliés sortis entre octobre 1981 et novembre 1985.

## Publication
La série est prépubliée dans le magazine Weekly Shōnen Sunday entre avril 1981 et octobre 1985. Elle est initialement publiée par l'éditeur Shōgakukan en vingt-quatre volumes reliés sortis entre octobre 1981 et novembre 1985, rééditée en édition de luxe en onze volumes entre mai 1992 et janvier 1994 puis au format bunko en dix volumes entre novembre 2000 et juillet 2001.

## Distinctions
En 1984, la série remporte le Prix Shōgakukan dans la catégorie Shōnen.